# Дедвуд (ТВ филм)
Дедвуд (енгл. Deadwood) амерички је вестерн телевизијски филм.
Прича филма је смештена у хиљадуосамстоседамдесете године и прати свакодневни живот, интеракцију и личне драме становника и досељеника насеља Дедвуд у периоду златне грознице. Филм се наставља на и заокружује причу започету у истоименој серији.